# Charles Durand (homme politique)
Pour les articles homonymes, voir Charles Durand et Durand.
Charles Durand, né le 15 avril 1901 à Bazoches (Nièvre) et mort le 28 mars 1983 à Mornay-sur-Allier (Cher), est un homme politique français.

## Détail des fonctions et des mandats
Mandat parlementaire
- 26 avril 1959 - 23 septembre 1962 : Sénateur du Cher